# I. e. 255
Évszázadok: i. e. 4. század – i. e. 3. század – i. e. 2. század
Évtizedek: i. e. 300-as évek – i. e. 290-es évek – i. e. 280-as évek – i. e. 270-es évek – i. e. 260-as évek – i. e. 250-es évek – i. e. 240-es évek – i. e. 230-as évek – i. e. 220-as évek – i. e. 210-es évek – i. e. 200-as évek
Évek: i. e. 260 – i. e. 259 – i. e. 258 – i. e. 257 –  i. e. 256 – i. e. 255 – i. e. 254 – i. e. 253 – i. e. 252 – i. e. 251 – i. e. 250

## Események

### Itália és Észak-Afrika
- Rómában Servius Fulvius Paetinus Nobiliort és Marcus Aemilius Paullust választják consulnak.
- Az első pun háborúban az Észak-Afrikában maradt előző évi consul, Marcus Atilius Regulus az adisi csatában vereséget mér a punokra, akik békét kérnek. Regulus rendkívül szigorú feltételeket szab (Szicília, Korzika és Szardínia átadását, hadiflottájuk korlátozását, hadisarcot és kényszerített szövetséget) ezért Karthágó úgy dönt hogy tovább harcol.
- A punok felfogadják a spártai Xanthipposzt, aki átszervezi hadseregüket és vezetésével a tuniszi csatában döntő vereséget mérnek a rómaiakra és elfogják Regulust.
- A maradék római sereg kimentésére küldött flotta a Hermaeum-foki csatában legyőzi a karthágóiakat, de hazafelé menet Szicíliánál viharba kerül és a hajók többsége elsüllyed.

### Szeleukida Birodalom
- Diodotosz, Baktria kormányzója fellázad és megalapítja a Görög-Baktriai Királyságot.

## Kultúra
- Eratoszthenész feltalálja az armilláris gömböt.

## Születések
- Hszü Fu, kínai alkimista

## Fordítás
- Ez a szócikk részben vagy egészben  a(z)   255 BC című angol Wikipédia-szócikk ezen változatának fordításán alapul.  Az eredeti cikk szerkesztőit annak laptörténete sorolja fel. Ez a jelzés csupán a megfogalmazás eredetét és a szerzői jogokat jelzi, nem szolgál a cikkben szereplő információk forrásmegjelöléseként.